# 현대 티뷰론
현대 티뷰론(Hyundai Tiburon)은 현대자동차에서 1996년 4월부터 2001년 9월까지 생산된 스포츠 쿠페이다. 차명인 티뷰론은 스페인어로 상어를 의미하며, 동시에 미국 캘리포니아주의 지명이기도 하다.

## 1세대(RD)

### 티뷰론(1996년4월~1999년5월)

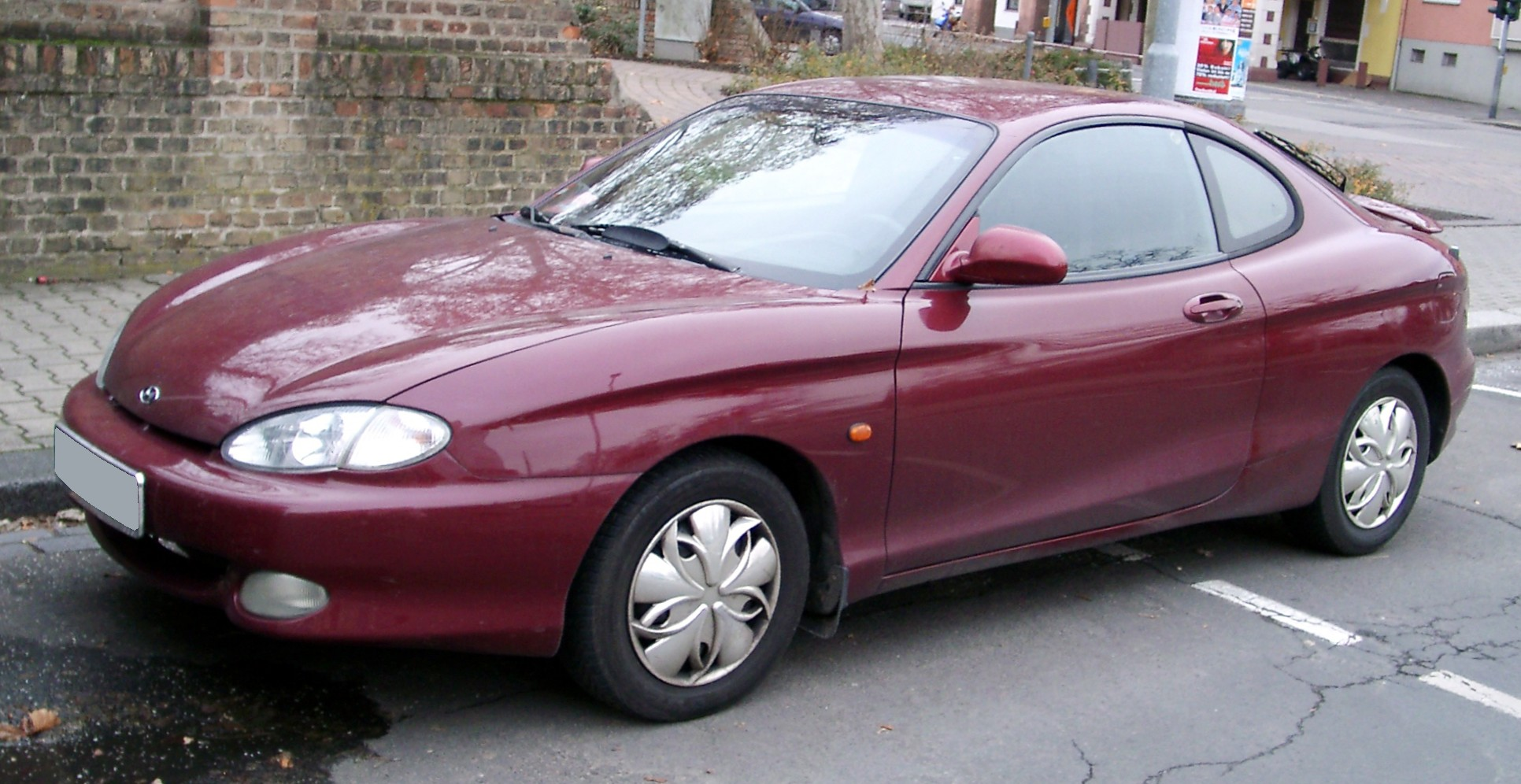
현대 티뷰론 정측면

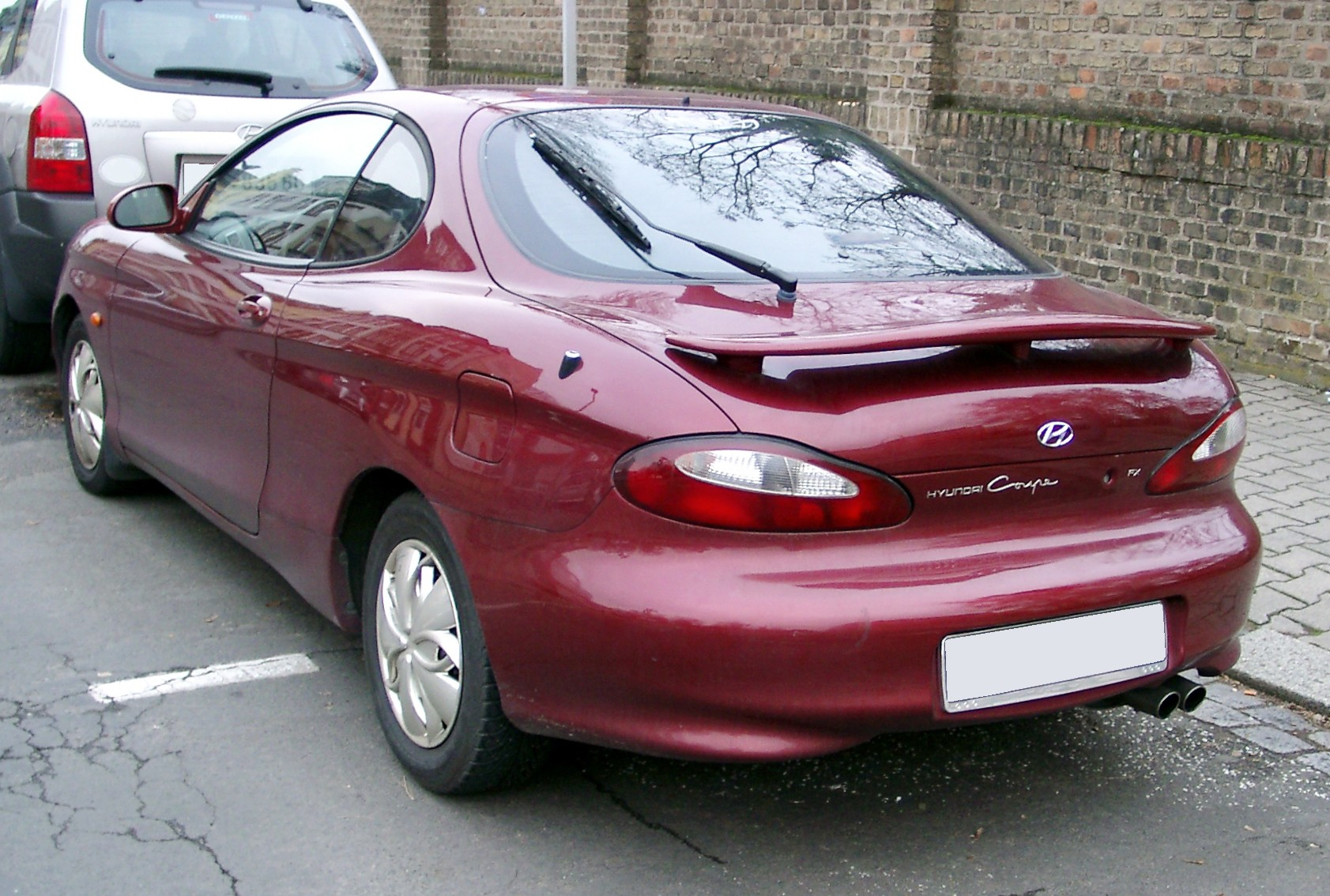
현대 티뷰론 후측면

1995년에 SBS 드라마 아스팔트 사나이에서 랠리카 버전으로 첫 공개가 되었고, 이듬해인 1996년 4월 26일에 출시되었다. 스쿠프보다 한 등급 높은 새로운 쿠페인 티뷰론은 컨셉트 카 HCD-1과 HCD-2의 양산형으로, 준중형차 아반떼(J2)의 플랫폼을 사용하였다. 2.0L 베타 엔진을 적용하였고, 여기에 4단 자동변속기와 5단 수동변속기 등 2가지 트랜스미션을 조합하였다. 대한민국산 승용차 최초로 포르쉐와 공동 개발한 맥퍼슨 스트럿 식 서스펜션, EBD-ABS, 듀얼 에어백, CDP 등이 적용되었다. 익스테리어 디자인은 상어를 연상시켜 차명과 조화를 이룬다는 평을 받았다. 같은 해 10월 6일에는 엔진을 한층 더 개선시켜 최고 출력 156마력과 최고 속도 220km/h의 성능을 갖추고, 대형 리어 스포일러를 부착한 모터 스포츠팩 트림인 TGX가 출시되어 최고급 트림으로 자리를 잡았다. TGX는 고속 주행에 알맞게 서스펜션이 튜닝되었으며, 스포티한 디자인의 5 스포크 타입 알루미늄 휠과 레몬색 바디 컬러(선택) 등이 적용되어 다이나믹한 이미지가 강화되었다. 티뷰론은 각종 랠리에서 우수한 성적을 거두기도 하였다. 이듬해인 1997년 7월에는 1.8L 베타 엔진이 추가되어 2.0L 베타 엔진에 부담을 느끼던 오너들과 일부 튜닝 마니아들에게 인기를 얻었는데, 이 엔진은 아반떼(J2)에도 장착된 것에 세팅을 달리하였다. 같은 해 12월에는 현대자동차 창립 30주년을 기념하여 모모사의 스티어링 휠(듀얼 에어백은 미적용)과 기어 노브, 두 줄 데칼이 적용된 티뷰론 스페셜이 출시되어 500대 한정 판매되었다. 루프와 쿼터 패널을 제외한 차체의 모든 부분이 알루미늄으로 만들어졌으며, 무게는 기존 티뷰론보다 25kg 가벼워진 1,135kg이다. 또한 엔진 튜닝을 통하여 최고 출력을 154마력으로 높였다.
| 구분   | 1.8L 가솔린 | 2.0L 가솔린         |
| ------ | ----------- | ------------------- |
| 티뷰론 | DOHC        | DOHC SRX TGX 스페셜 |

### 티뷰론 터뷸런스(1999년5월~2001년9월)

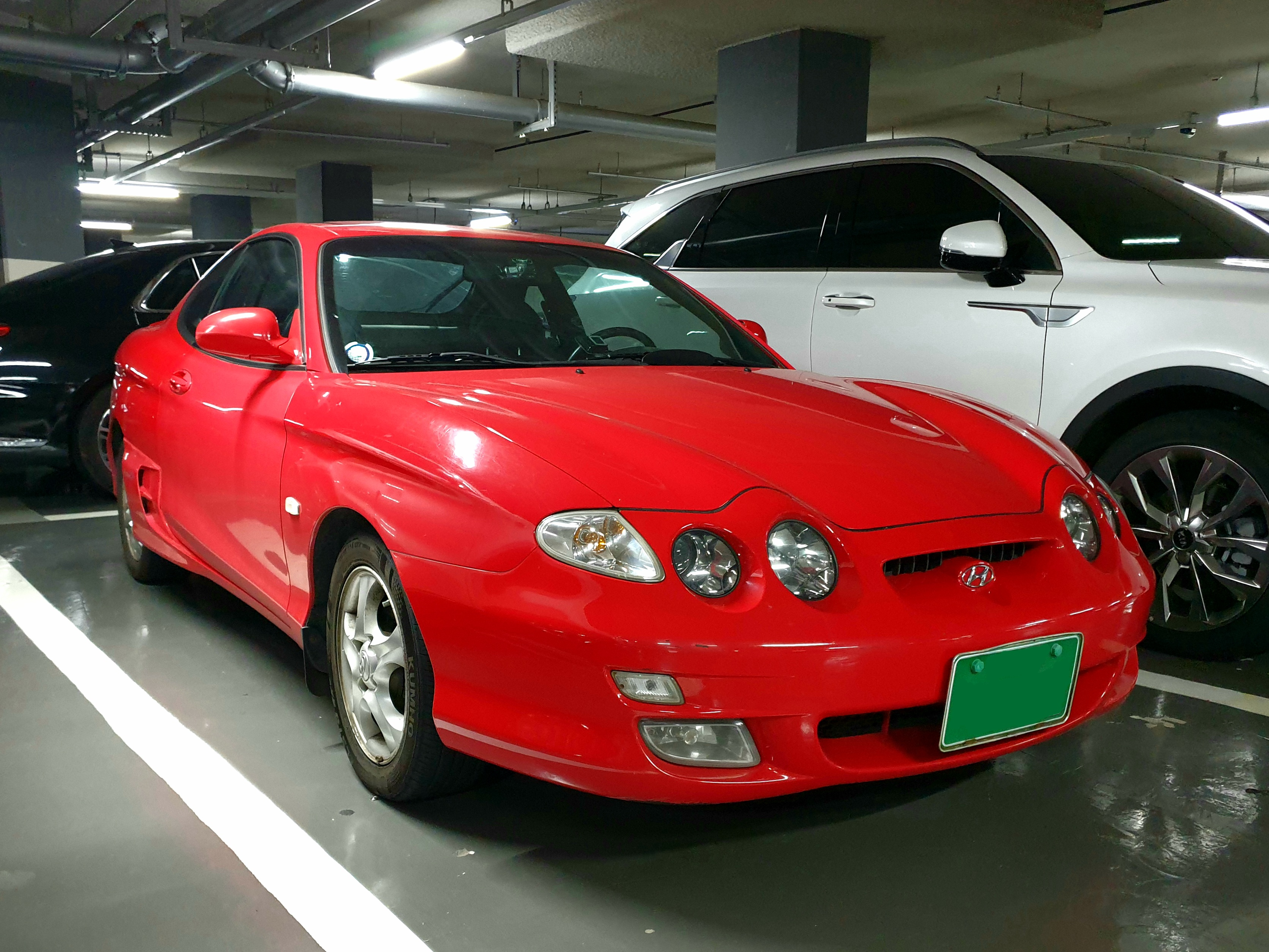
현대 티뷰론 터뷸런스 정측면

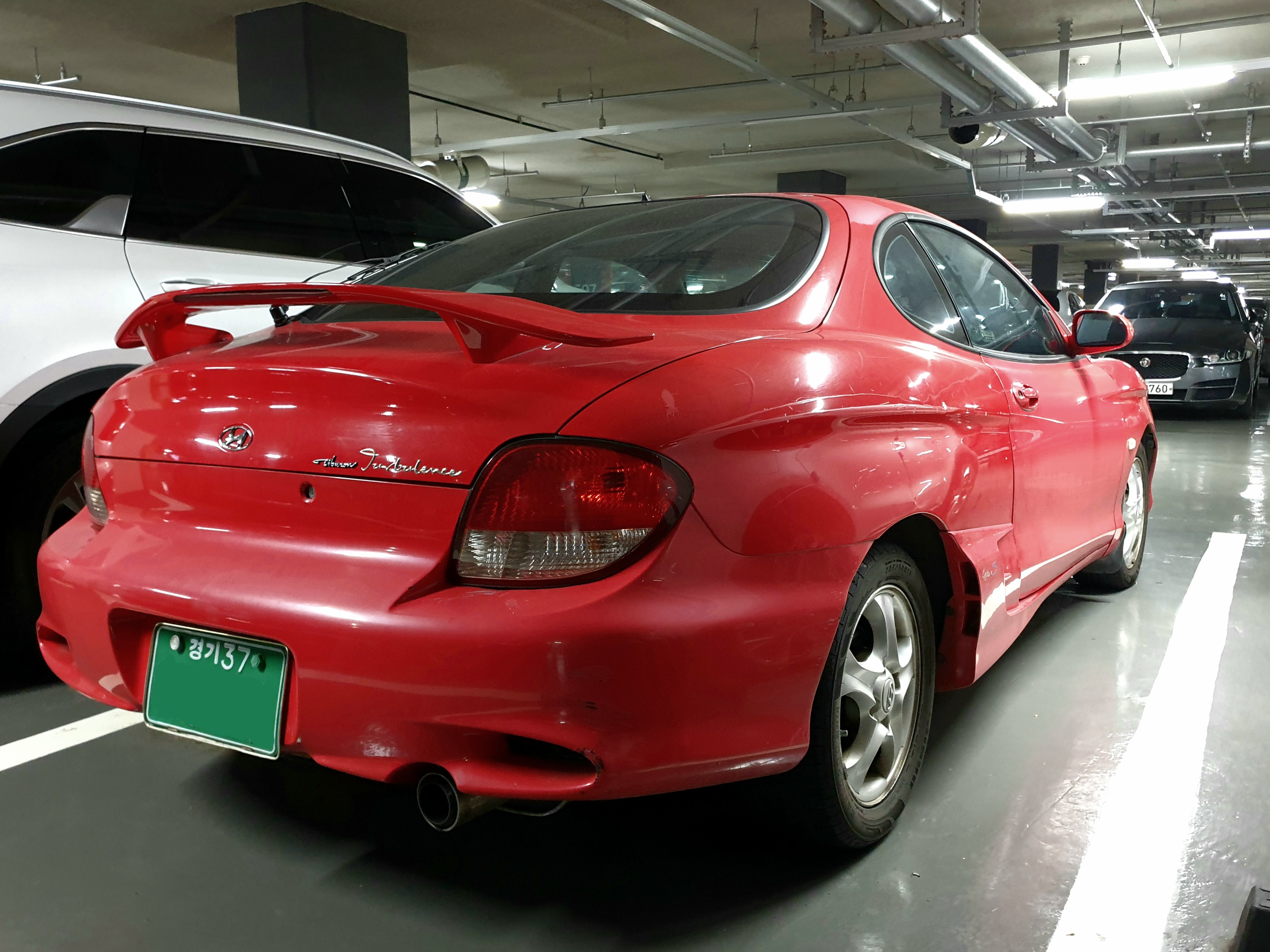
현대 티뷰론 터뷸런스 후측면

1999년 5월 10일에는 페이스리프트를 거쳐 터뷸런스라는 서브 네임이 더해졌다. 티뷰론 터뷸런스는 기존 티뷰론에 비해 인테리어와 파워트레인의 변화가 없었으나, 페이스리프트를 거쳐 익스테리어에 큰 변화를 주었다. 새로 적용된 트윈 써클 헤드 램프는 당시 토요타 셀리카(6세대)와 닮았다는 논란이 있었다. 최고급 트림인 타입 R은 엔진이 기존 티뷰론보다 한층 더 세팅되어 최고 속도 225km/h에 달하였다. 같은 2.0L 베타 엔진이 장착된 타입 S보다 출력이 높았으나, 이후에는 타입 S와 타입 R 2가지 트림 모두 최고 출력이 동일해졌다. 이듬해인 2000년에는 흰색 방향 지시등에서 주황색 방향 지시등으로 변경되었고, 측면 방향 지시등까지 적용되었다. 한때 탤런트 류시원과 개그맨 한민관이 주로 경기 출전할 때 레이싱 카로 사용하기도 하였다. 티뷰론은 미국과 캐나다 등에서는 차명이 대한민국과 같은 티뷰론이였으나, 오스트레일리아와 유럽 등에서는 차명이 "현대 쿠페"였다.
2001년 9월 7일에 후속 차종인 투스카니가 출시되며 단종됐다. 하지만 미국과 캐나다, 호주 등에서는 투스카니가 티뷰론의 차명으로 수출됐으며, 티뷰론의 또 다른 수출명인 "현대 쿠페"는 투스카니의 일부 시장 수출명으로도 이용됐다.
| 구분            | 1.8L 가솔린 | 2.0L 가솔린   |
| --------------- | ----------- | ------------- |
| 티뷰론 터뷸런스 | DOHC        | 타입 S 타입 R |

### 티뷰론 터뷸런스 사양표(2001년형 기준)
| 구분        | 구분 | 기본 사양 |
| ----------- | ---- | --- |
| 1.8L DOHC   | M/T  | β-1.8L DOHC 엔진, 195/60HR 14 타이어, 사이드 리피터 램프, 글로브 박스 잠금 장치, 계기판 조명 조절 장치, 헤드 램프 조사 각도 조절 장치, 북미형 턴 시그널 램프, 안개등, 열선 내장 전동식 아웃 사이드 미러, 투 톤 컬러 인테리어, 에어컨, 듀얼 혼, 사이드 실 몰딩, 대구경 싱글 머플러, 고급 직물 시트, 운전석 높이 조절 장치, 5:5 분할 접이식 뒷좌석, 파워&틸트 스티어링, 파워 윈도우, 중앙 집중식 도어 잠금 장치, 최고급 오디오, 4 스피커 |
| 1.8L DOHC   | A/T  | 1.8L DOHC M/T 사양품목 및 전자식 4단 자동변속기 |
| 2.0L 타입 S | M/T  | 1.8L DOHC M/T 사양품목 및 β-2.0L DOHC 엔진, 무선 도어 잠금 장치 및 도난 방지 경보 시스템, 스포츠 타입 리어 스포일러(LED 타입 보조 제동등 내장), 스포츠 타입 알루미늄 휠, 205/50VR 15 초광폭 타이어, 시간 조절 간헐식 리어 워셔&와이퍼, 타입 S 스티커, 최고급 직물 시트, 시트 벨트 높이 조절 장치, 시트 벨트 텐션 리듀서, 최고급 CDP, 6 스피커                                                                                          |
| 2.0L 타입 S | A/T  | 2.0L 타입 S M/T 사양품목 및 전자식 4단 자동변속기 |
| 2.0L 타입 R | M/T  | 2.0L 타입 S M/T 사양품목 및 레이싱 튠 β-2.0L DOHC 엔진, 205/50VR 레이싱용 타이어, 삭스 쇼크 업소버, 레이싱 타입 알루미늄 휠, 타입 R 스티커, 레이싱 타입 리어 스포일러(LED 타입 보조 제동등 내장), ECM 룸 미러, 메탈릭 그레인 센터 페시아, 고출력 APL 스피커 |
| 2.0L 타입 R | A/T  | 2.0L 타입 R M/T 사양품목 및 전자식 4단 자동변속기 |

### 제원
| 제원                 | 제원                           | 제원                            | 제원                           | 제원                           | 제원                                  | 제원                                  |
| 구분                 | 티뷰론 1.8L 베타               | 티뷰론 2.0L 베타                | 티뷰론 2.0L 베타 TGX           | 티뷰론 터뷸런스 1.8L 베타      | 티뷰론 터뷸런스 2.0L 베타 타입 S      | 티뷰론 터뷸런스 2.0L 베타 타입 R      |
| -------------------- | ------------------------------ | ------------------------------- | ------------------------------ | ------------------------------ | ------------------------------------- | ------------------------------------- |
| 전장 (mm)            | 4,340                          | 4,340                           | 4,340                          | 4,345                          | 4,345                                 | 4,345                                 |
| 전폭 (mm)            | 1,730                          | 1,730                           | 1,730                          | 1,790                          | 1,790                                 | 1,790                                 |
| 전고 (mm)            | 1,315                          | 1,315                           | 1,315                          | 1,315                          | 1,315                                 | 1,315                                 |
| 축거 (mm)            | 2,475                          | 2,475                           | 2,475                          | 2,475                          | 2,475                                 | 2,475                                 |
| 윤거 (전, mm)        | 1,465                          | 1,465                           | 1,465                          | 1,465                          | 1,465                                 | 1,465                                 |
| 윤거 (후, mm)        | 1,450                          | 1,450                           | 1,450                          | 1,450                          | 1,450                                 | 1,450                                 |
| 승차 정원            | 4명                            | 4명                             | 4명                            | 4명                            | 4명                                   | 4명                                   |
| 변속기               | 수동 5단 자동 4단              | 수동 5단 자동 4단               | 수동 5단 자동 4단              | 수동 5단 자동 4단              | 수동 5단 자동 4단                     | 수동 5단 자동 4단                     |
| 서스펜션 (전/후)     | 맥퍼슨 스트럿/듀얼 링크        | 맥퍼슨 스트럿/듀얼 링크         | 맥퍼슨 스트럿/듀얼 링크        | 맥퍼슨 스트럿/듀얼 링크        | 맥퍼슨 스트럿/듀얼 링크               | 맥퍼슨 스트럿/듀얼 링크               |
| 구동 형식            | 전륜 구동                      | 전륜 구동                       | 전륜 구동                      | 전륜 구동                      | 전륜 구동                             | 전륜 구동                             |
| 엔진 형식            | G4GM                           | G4GF                            | G4GF                           | G4GM                           | G4GF                                  | G4GF                                  |
| 연료                 | 가솔린                         | 가솔린                          | 가솔린                         | 가솔린                         | 가솔린                                | 가솔린                                |
| 배기량 (cc)          | 1,795                          | 1,975                           | 1,975                          | 1,795                          | 1,975                                 | 1,975                                 |
| 최고 출력 (ps/rpm)   | 133                            | 150/6,000 (이후 145로 변경)     | 156 (이후 149로 변경)          | 133/6,000                      | 149/6,000 (이후 138/6,000으로 변경)   | 153/6,000 (이후 138/6,000으로 변경)   |
| 최대 토크 (kg*m/rpm) | 17.1                           | 19.5/4,500 (이후 19.3으로 변경) | 19.8 (이후 19.5로 변경)        | 17.1/5,000                     | 19.5/4,800 (이후 18.4/4,800으로 변경) | 19.5/4,800 (이후 18.4/4,800으로 변경) |
| 최고속도(km/h)       | -                              | -                               | -                              | -                              | -                                     | 225(수동 5단)/ 225(자동 4단)          |
| 연비 (km/L)          | 13.8(수동 5단)/ 11.6(자동 4단) | 13.3(수동 5단)/ 11.6(자동 4단)  | 13.3(수동 5단)/ 11.6(자동 4단) | 13.8(수동 5단)/ 11.6(자동 4단) | 13.3(수동 5단)/ 11.8(자동 4단)        | 13.3(수동 5단)/ 11.8(자동 4단)        |

## 미디어 속의 티뷰론
- SBS 아스팔트 사나이(드라마) : 출시 전 랠리 카로 공개되었다.
- 내 여자친구를 소개합니다(영화) : 빨간색 티뷰론이 등장한다.
- 역전의 명수(영화) : 빨간색 티뷰론 터뷸런스가 등장하는데, 쌍둥이 동생 박현수(정준호 분)가 경찰과 추격전을 벌이다 추락 사고로 인하여 반파되었다.
- 중독(영화) : 레이싱 카로 등장한다.
- 야다 - 이미 슬픈 사랑(뮤직비디오) : 중반에서 후반으로 넘어가는 시점에 현대자동차 측에서 제작한 홍보 영상을 짜깁기하여 빨간색 티뷰론이 등장한다.
- 임정희 - 흔적(뮤직비디오) : 은색 티뷰론이 등장한다.
- tvN 응답하라 1997(드라마) : 파란색 티뷰론이 등장한다. 그러나 토니 안이 실제로 소유했던 티뷰론 스페셜이 아닌 일반 티뷰론에 스트라이프 데칼만 입힌 것으로, 성시원(정은지 분)이 H.O.T의 집 앞에서 토니 안을 만나기 위해 기다렸다가 차량이 등장하는 장면에 나온다.
- 진주 - 가니(뮤직비디오) 은색 티뷰론이 등장한다. 이 차량은 god의 윤계상의 자가용 이였다고 한다.